# Juan Francisco Vigani
Juan Francisco Vigani (ca. 1650–1712), conocido también como John Francis, fue un químico italiano que se convirtió en el primer profesor de química en la Universidad de Cambridge.

## Vida
Nació en Verona a mediados del siglo XVII. Viajó por España, Francia y Holanda, y estudió la minería, la metalurgia y farmacia en los países que visitó. Él no es conocido por haber celebrado ninguna cualificación reconocida. En 1682 publicó un pequeño tratado titulado Médula Chymiæ. Se la dedicó a un holandés, Joannes de Waal, y fue impreso y publicado en Danzig, una ciudad de Polonia. Durante este año, probablemente llegó a Inglaterra, primer asentamiento en Newark-on-Trent. Cerca de 1683 fijó su residencia en Cambridge, y comenzó a dar clases particulares de química y farmacia. En 1692 fue invitado a escribir un tratado sobre la química, pero nunca se completó. Para entonces ya se había convertido en un maestro reconocido de la asignatura en Cambridge, y, aunque todavía independiente de apoyo universitario, había adquirido una reputación.
En 1703 fue nombrado profesor honorario de química en Cambridge: una gracia aprobada por el Senado Universitario de "investir con el título de profesor de química a Juan Francisco Vigani, natural de Verona, que había enseñado química con reputación en Cambridge durante veinte años antes." en 1705 estaba dando una conferencia en la química farmacéutica en el Queens' College Cambridge. Según panfletos polémicos sobre las acciones de Richard Bentley como maestro del Trinity College, Cambridge es probable que Vigani, como profesor de nueva creación, dio la instrucción en el laboratorio que se había construido allí por el capitán, contra la voluntad de los asociados principales. Durante todos estos años Vigani pasó parte de su tiempo en Newark. Él fue enterrado allí en febrero de 1712. La vacante en la cátedra que fue ocasionada por su muerte se llenó en 1713 con el nombramiento de John Waller.
Vigani, en los litigios en los que Bentley estaba involucrado, mantuvo buenas relaciones con ambas partes. Él nunca parece haber dominado el idioma inglés. De acuerdo con Abraham de la Pryme, quien asistió a sus conferencias, Vigani fue un gran viajero y un químico aprendido, pero un "compañero borracho". En una de sus cartas, sin embargo, Vigani hace hincapié en los beneficios de una vida templada. Se casó, hacia 1682, poco después de su llegada a Inglaterra. Una hija, Frances, fue bautizado allí en enero de 1683, y otro, Jane en marzo de 1684. Su esposa, que se llamaba Elizabeth, murió en Newark al cierre de 1711.

## Trabajos
El tratado Médula Chymiæ era originalmente de 19 páginas (Danzig, 1682). Fue ampliado considerablemente, y apareció en las ediciones 1683, 1685, 1693, y 1718/19. Como explica el autor, se destina a registrar sus propios experimentos y mejoras en la preparación de ciertos compuestos. Vigani fue elogiado por Georg Ernst Stahl por su habilidad práctica y evitar la especulación sin fundamento por la experiencia. Más bien se evita discusiones teóricas, en referencia a los cuales se sintió interesado Robert Boyle, mientras que él mismo persiguió una investigación práctica. Entre otras cosas, Vigani ideó un método para la purificación de sulfato de hierro a partir de cobre; para la fabricación de sulfato de amonio, y para demostrar que para formar una sal dada una base metálica toma siempre la misma cantidad de ácido. También inventó un horno que puede ser fácilmente construido o llevado a piezas según sea necesario.

## Otras lecturas
- Freemantle, Michael (2002). «Chemistry Tricentennial». Chemical & Engineering News 80 (32): 39-43.
- Turner, D. M. (1927). «Content of Science leaching in the Universities». History of Science Teaching in England. Chapman & Hall. pp. 46-47. ISBN 978-0-405-13955-0.
- Gjertsen, Derek (1986). «Vigani, John Francs». The Newton handbook. p. 600. ISBN 978-0-7102-0279-6.
- Gascoigne, John (2002). Cambridge in the Age of the Enlightenment: Science, Religion and Politics from the Restoration to the French Revolution. p. 63. ISBN 978-0-521-52497-1.
- Rattansi, Piyo (1994). «chemistry teaching». Alchemy and chemistry in the 16th and 17th centuries. p. 197. ISBN 978-0-7923-2573-4.
- Schaffer, Simon; Steward, Larry (2005). «Vigani and after: chemical enterprise in Cambridge 1680–1780». The 1702 chair of chemistry at Cambridge: transformation and change. p. 27. ISBN 978-0-521-82873-4.
- Haley, Christopher (2002). Boltheads and Crucibles: a brief history of the 1702 chair of chemistry at Cambridge. University of Cambridge.

- Datos: Q5563848